# كأس السلطان 2016–17
كأس السلطان قابوس 2016–17 هو موسم من كأس السلطان قابوس. كان عدد الأندية المشاركة فيه 38، وفاز فيه نادي السويق.